# Joan Taylor
Joan Taylor was de artiestennaam van Rose Marie Emma' (Geneva (Illinois), 18 augustus 1929 - Santa Monica (Californië), 4 maart 2012). Zij was een Amerikaanse televisie- en filmactrice en scenarioschrijfster. Ze was van 1953 getrouwd met producer Leonard Freeman tot aan zijn overlijden in 1974. Met hem had ze drie dochters. Van 1976 tot 1980 was ze getrouwd met tv-producer Walter Grauman van wie zij scheidde. Na The Rifleman concentreerde ze op de opvoeding van haar dochters. Later werd ze scriptschrijfster van onder andere Fools Rush.

## Filmografie
- Fighting Man of the Plains (1949)
- Last Date (1950)
- On Dangerous Ground (1952, niet op aftiteling)
- The Savage (1952) als Luta
- War Paint (1953) als Wanima
- Off Limits (1953) als Helen
- Rose Marie (1954) as Wanda
- Apache Woman (1955)
- Earth vs. the Flying Saucers (1956)
- Girls in Prison (1956)
- Omar Khayyam (1957)
- 20 Million Miles to Earth (1957)
- War Drums (1957)
- Fort Yuma (1955)
- Wagon Train (1958)

## Televisie
- Peter Gunn (1 aflevering, 1958)
- Yancy Derringer (1 aflevering, 1958)
- Zane Grey Theater (1 aflevering, 1958)
- Mike Hammer (2 afleveringen, 1958)
- Colt .45 (1 aflevering, 1959)
- The Millionaire (1 aflevering, 1959)
- The Texan (1 aflevering, 1959)
- Philip Marlowe (1 aflevering, 1959)
- Men Into Space (1 aflevering, 1959)
- 21 Beacon Street (2 afleveringen, 1959)
- U.S. Marshal (1 aflevering, 1959)
- Gunsmoke (1 aflevering, 1959)
- Lock-Up (1 aflevering, 1960)
- The Rifleman (18 afleveringen, 1960-1962)
- My Three Sons (1 aflevering, 1961)
- Rawhide (1 aflevering, 1961)
- The Detectives Starring Robert Taylor (1 aflevering, 1961)
- The Dick Powell Show (1 aflevering, 1962)
- Bronco (1 aflevering, 1962)
- 77 Sunset Strip (1 aflevering, 1963)
- Split (1989)